# Alexis Caswell

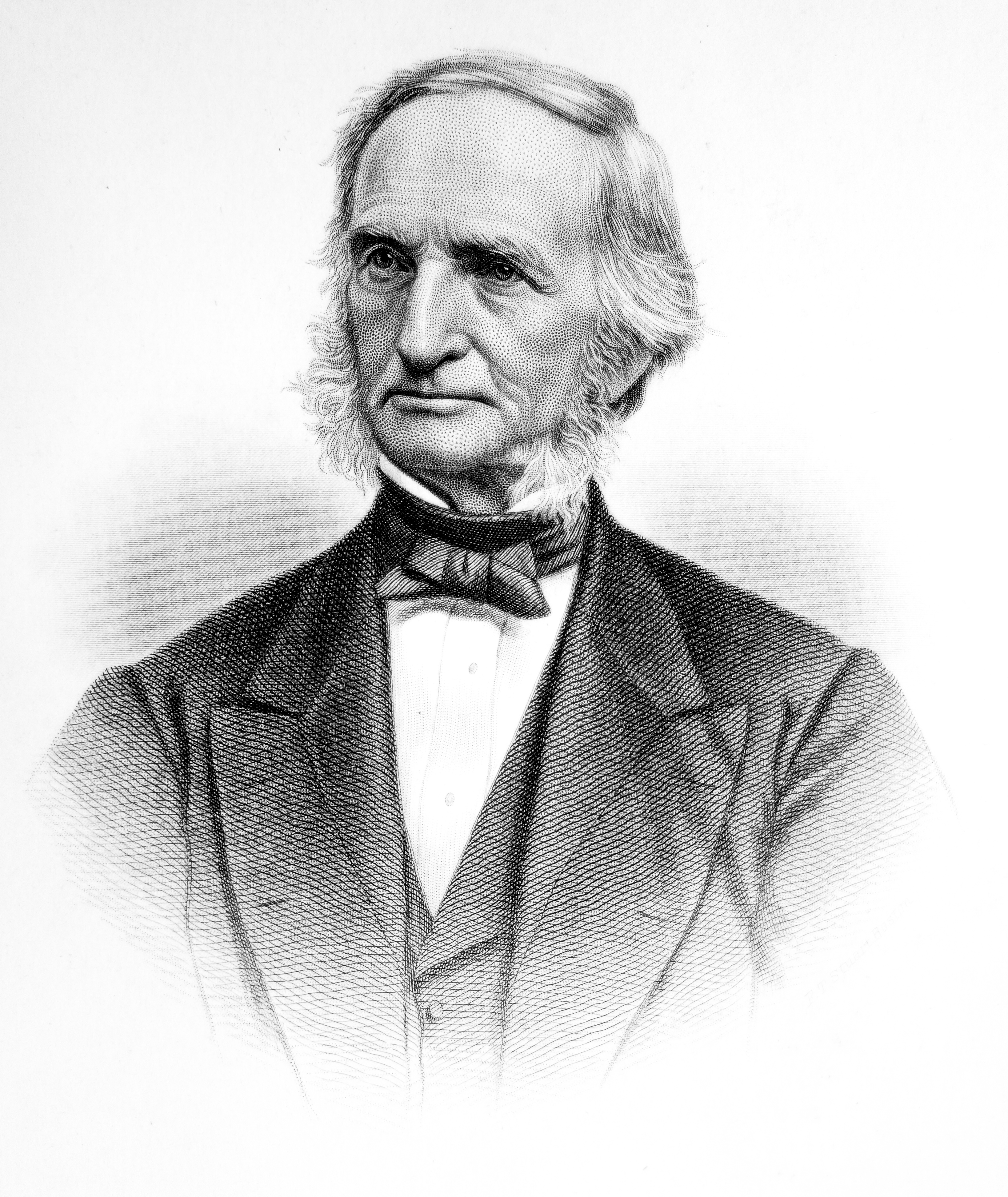
Alexis Caswell

Alexis Caswell (* 29. Januar 1799 in Taunton, Massachusetts; † 8. Januar 1877 in Providence, Rhode Island)  war ein US-amerikanischer Geistlicher und Präsident der Brown University.

## Leben
Caswell studierte an der Brown University mit dem Abschluss 1822 als Bester seines Jahrgangs, studierte dann Theologie in Washington, D.C. und wurde 1827 als Baptisten-Geistlicher in Halifax ordiniert. 1828 wurde er Pfarrer an der First Baptist Church in Providence. 1828 bis 1850 war er Professor für Mathematik und theoretische Physik (Natural Philosophy genannt) an der Brown University, als Nachfolger von Alva Woods, und danach Professor für Mathematik und Astronomie sowie ab 1855 für Astronomie und Physik. Außerdem sprang er bei Bedarf mit Vorlesungen über Ethik und Verfassungsrecht ein. Er war an der Gründung des Naturgeschichtsmuseums der Universität beteiligt und baute die Bibliothek aus. 1863 ging er an der Universität in den Ruhestand und war Präsident der National Exchange Bank sowie der American Screw Company in Providence. Von 1868 bis 1872 „ließ er sich überreden“, Präsident der Brown University zu werden. 1855 hatte man ihn noch als Nachfolger von Francis Wayland senior, den er in dessen letzten Jahren seiner Präsidentschaft der Universität wesentlich unterstützt und dem er die Verwaltungsarbeit abgenommen hatte (als Regent der Universität), übergangen und sich stattdessen für einen Kandidaten von außerhalb (Barnes Sears) entschieden.
1857 war er Präsident der American Association for the Advancement of Science, der er 1850 beigetreten war. Ebenfalls 1850 wurde er in die American Academy of Arts and Sciences gewählt. Außerdem war er Gründungsmitglied der National Academy of Sciences.
Er schrieb ein Lehrbuch der Astronomie und veröffentlichte auch über Meteorologie. 1831 bis 1860 unternahm er regelmäßig Wetterbeobachtungen in Providence. Sie wurden in den Smithsonian Contributions to Knowledge veröffentlicht.
1841 erhielt er den theologischen Ehrendoktortitel (D. D., Doctor of Divinity) der Brown University. Im Jahr 1857 wurde er zum Mitglied der Leopoldina gewählt.
Seine Tochter Sarah heiratete 1855 den Gelehrten und Diplomaten James Burrill Angell. Deren älterer Sohn Alexis Caswell Angell wurde Bundesrichter, dessen Sohn Robert war ein angesehener Soziologe.